# 왕하이

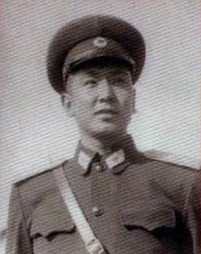
왕하이 (1955년)

왕하이(王海, 1926년 1월 19일 ~ 2020년 8월 2일)는 중화인민공화국의 군인이다.

## 생애
1926년 북양정부의 지배를 받고 있던 산둥성 옌타이시에서 태어났다. 그 뒤 한국 전쟁에서 중국인민지원군의 공군 에이스로 활동했으며, 1985년부터 1992년까지 중국 인민해방군 공군 사령관으로 복무했다. 2020년 8월 2일 숙환으로 사망하였다.